# Vitrea kiliasi
Vitrea kiliasi is een slakkensoort uit de familie van de Pristilomatidae. De wetenschappelijke naam van de soort is voor het eerst geldig gepubliceerd in 1972 door L. Pinter.